# Шлезингер, Тереза
Тереза Шлезингер (нем. Therese Schlesinger, урождённая Eckstein; 1863—1940) — австрийская политик и активистка за права женщин, писательница-социалистка.
Была одной из первых женщин социал-демократов, избранных в парламент Первой республики Австрии.

## Биография
Родилась 6 июня 1863 в Вене. Росла в либеральной еврейской семье промышленников, среди ее братьев и сестер: Эмма Экштейн, Фридрих Экштейн и Густав Экштейн.
Тереза не получила высшего образования, она брала частные уроки и занималась самообразованием. В 1894 году, через свою подругу Мари Ланг, познакомившую Терезу с феминизмом, она присоединилась к женской ассоциации Allgemeine Österreichischen Frauenverein (AÖFV). Вскоре, войдя в круг знакомых Августы Фикерт, Тереза стала писать по её совету статьи в газеты и журналы. Она писала для женского раздела еженедельной газеты Volksstimme Фердинанда Кронаветера и стала вице-президентом AÖFV. Боролась за права женщин для получения высшего образования и права на голосование.
В 1896 году Тереза Шлезингер вместе с Розой Майредер была делегирована AÖFV на конференцию Ethischen Gesellschaft Wien по вопросу о положении венских рабочих, где она установила свои первые контакты с социал-демократами. В том же году она выступила на первом Международном женском конгрессе в Берлине (Internationalen Frauenkongress), посвященном австрийскому женскому движению. Она начала изучать теоретические основы социал-демократии и слушала лекции по социальной этике у Эмиля Райха в Венском университете. Осенью 1897 года она стала членом Австрийской социал-демократической рабочей партии. В 1901 году она стала соучредителем ассоциации Vereins sozialdemokratischer Frauen und Mädchen. Писала книги по проблемам женщин в обществе, читала лекции и публиковала статьи в социал-демократических ежемесячных изданиях «Der Kampf», «Arbeiter-Zeitung» и «Die Unzufriedene». Во время Первой мировой войны, она была ведущей фигурой левого крыла партии, руководимой Виктором Адлером и позже Отто Бауэром.

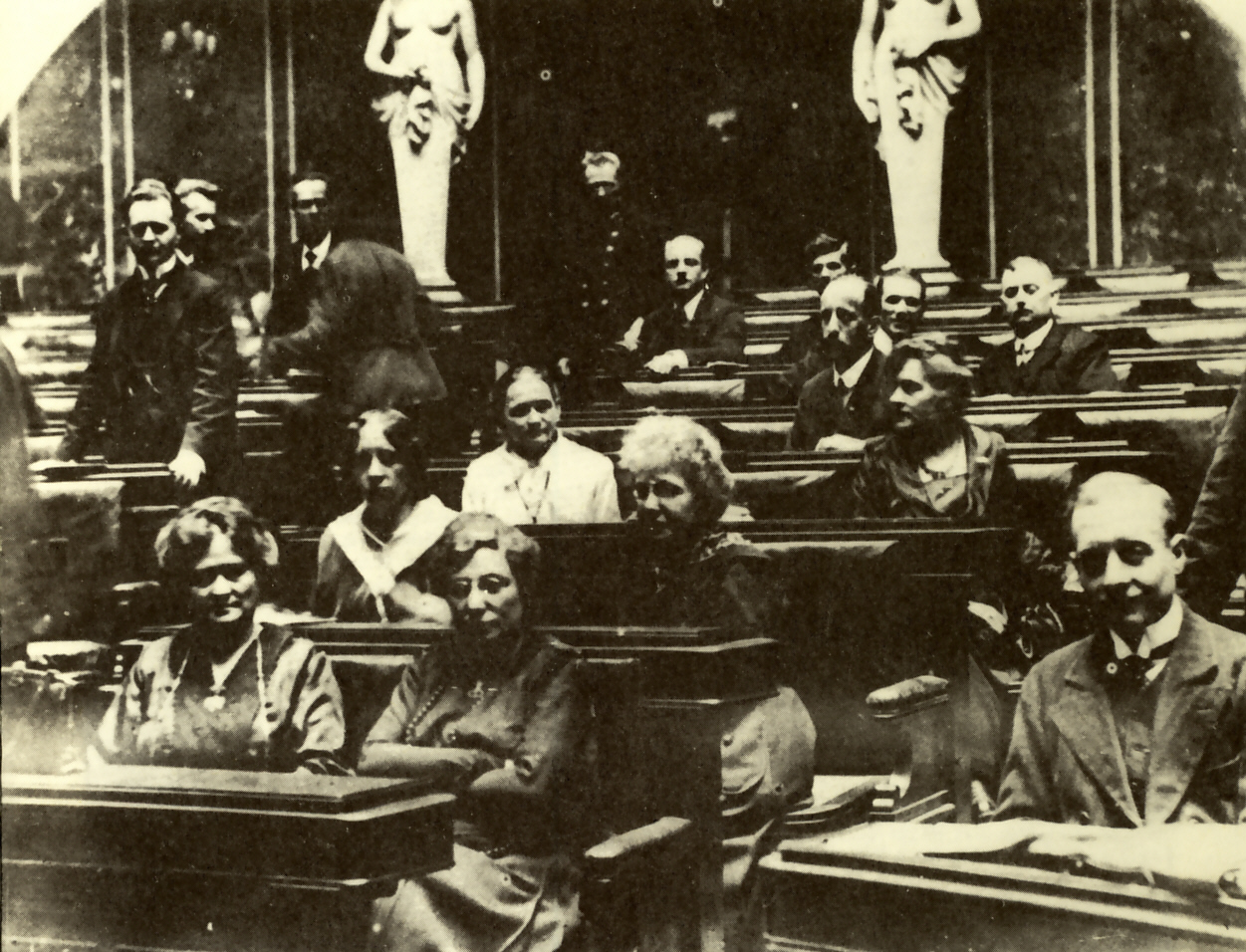
Тереза Шлезингер за второй партой справа. Учредительное национальное собрание, 1919 год.

Когда в 1918 году было введено всеобщее избирательное право для женщин, Тереза Шлезингер и Адельхайд Попп издавали еженедельник «Die Vählerin» по случаю предстоящих выборов в Учредительное национальное собрание (Konstituierende Nationalversammlung), на которых женщины смогли впервые участвовать в выборах и голосовать. Вместе с Адельхайд Попп, Анной Бошек, Габриэлой Профт, Марией Туш и Амалией Зайдель она вошла в число первых женщин-социал-демократов, депутатов Учредительного национального собрания. С 1919 по 1923 год она была членом Национального совета Австрии, затем до 1930 года была членом Федерального совета Австрии. В 1933 году Тереза Шлезингер вышла из руководства партии, которая в 1934 году стала незаконной.
После аншлюса Австрии в 1938 году, Тереза Шлезингер больше не была в безопасности из-за своего еврейского происхождения и бежала во Францию. Остаток своей жизни она провела в санатории города Блуа, где и умерла 5 июня 1940 года.
В 1949 году жилой комплекс по адресу Wickenburggasse 8 / Schlösselgasse 14 венского района Йозефштадт назван «Тереза-Шлезингер-Хоф» (Therese-Schlesinger-Hof). В 2006 году в честь её была названа одна из площадей вены — Schlesingerplatz.

### Семья
В 1888 году Тереза Экштейн вышла замуж за Виктора Шлезингера (Victor Schlesinger), работника банка. У них в 1890 году родилась дочь Анна. Тереза во время родов  заразилась родильной лихорадкой и после двух с половиной лет болезни могла передвигаться только в инвалидной коляске и на костылях. Во время болезни, 23 января 1891 года, её муж умер от туберкулеза. Единственная дочь Анна, вышедшая замуж за адвоката Джозефа Фрея (Josef Frey), покончила с собой в 1920 году.